# Jeunesse sportive de Kabylie en Coupe de la Ligue d'Algérie de football
Cette page montre le parcours de la Jeunesse sportive de Kabylie en Coupe de la Ligue ou Coupe du Groupement Professionnel, compétition qu'elle a remportée une fois en 2021.

## Parcours en Coupe de la Ligue

### Coupe de la Fédération 1991-1992
Le Jeudi 2 janvier 1992, la Fédération algérienne de football lança une nouvelle compétition appelée "Coupe de la Fédération". Celle-ci devait permettre aux clubs de l'élite (National I), de conserver le rythme sportif durant la trêve hivernale. Il s'agit donc d'un challenge dont les seize clubs qui constituent le championnat, sont réparties en quatre groupes de quatre, de manière aléatoire, après un tirage au sort.
Le tournoi s'effectue en deux phases, il y a d'abord un premier tour qui est une sorte de "phase de groupe" puis un second tour éliminatoire correspondant aux quarts de finale, demi-finales et finale. Chaque groupe organise donc dans un premier temps un mini-championnat en trois journées, les équipes jouent tous les deux jours et la rencontre se dispute sur le terrain du premier tiré au sort. Ensuite les deux premiers de chacun des groupes se qualifient pour les quarts-de finale de la compétition soit le début de la seconde phase; là par contre les rencontres ont lieu sur terrain neutre et sont désignés à l'issue du tirage au sort. Il en sera de même pour les demi-finales, quant à la finale elle se jouera au Stade du 5 juillet 1962 à Alger.
Afin de motiver les équipes, la FAF annonce que le vainqueur bénéficiera également d'un stage à l'étranger dans un grand club européen entièrement pris en charge la fédération.
- Composition du groupe

Le tirage place la JS Kabylie dans le groupe B  en compagnie de trois autres équipes que sont, la JS Bordj Ménaïel, l'ES Sétif et l'USM El Harrach.
- Résultats du groupe B

| Dates                      | Horaires      | Matchs                                                     | Equipes 1                                                  | Scores                                                     | Equipes 2                                                  | Lieux des rencontres                                       | Références                                                 |
| -------------------------- | ------------- | ---------------------------------------------------------- | ---------------------------------------------------------- | ---------------------------------------------------------- | ---------------------------------------------------------- | ---------------------------------------------------------- | ---------------------------------------------------------- |
| Première journée Groupe B  |               |                                                            |                                                            |                                                            |                                                            |                                                            |                                                            |
| 2 janvier 1992             | 15 h 00 UTC+1 | Match 1                                                    | JS Bordj Menaïel                                           | Forfait JSK                                                | JS Kabylie                                                 | Stade Salah Takjrad (Bordj Menaïel)                        | [ Rapport match 1 ]                                        |
| 2 janvier 1992             | 15 h 00 UTC+1 | Match 2                                                    | USM El Harrach                                             | 0 - 4                                                      | ES Sétif                                                   | Stade du 1er-Novembre-1954 (Alger)                         | [ Rapport match 2 ]                                        |
| Deuxième journée Groupe B  |               |                                                            |                                                            |                                                            |                                                            |                                                            |                                                            |
| 6 janvier 1992             | 15 h 00 UTC+1 | Match 1                                                    | ES Sétif                                                   | 2 - 0                                                      | JS Bordj Menaïel                                           | Stade du 8 mai 1945 (Sétif)                                | [ Rapport match 3 ]                                        |
| 6 janvier 1992             | 15 h 00 UTC+1 | Forfait de la JS Kabylie, l'USM El Harrach est donc exempt | Forfait de la JS Kabylie, l'USM El Harrach est donc exempt | Forfait de la JS Kabylie, l'USM El Harrach est donc exempt | Forfait de la JS Kabylie, l'USM El Harrach est donc exempt | Forfait de la JS Kabylie, l'USM El Harrach est donc exempt | Forfait de la JS Kabylie, l'USM El Harrach est donc exempt |
| Troisième journée Groupe B |               |                                                            |                                                            |                                                            |                                                            |                                                            |                                                            |
| 9 janvier 1992             | 15 h 00 UTC+1 | Forfait de la JS Kabylie, l'ES Sétif est donc exempt       | Forfait de la JS Kabylie, l'ES Sétif est donc exempt       | Forfait de la JS Kabylie, l'ES Sétif est donc exempt       | Forfait de la JS Kabylie, l'ES Sétif est donc exempt       | Forfait de la JS Kabylie, l'ES Sétif est donc exempt       | Forfait de la JS Kabylie, l'ES Sétif est donc exempt       |
| 9 janvier 1992             | 15 h 00 UTC+1 | Match 2                                                    | JS Bordj Menaïel                                           | 2 - 2                                                      | USM El Harrach                                             | Stade Salah Takjrad (Bordj Menaïel)                        | [ Rapport match 4 ]                                        |

- Rencontres et classement du groupe B[1]

| Rang | Équipe           | Pts | J | G | N | P | Bp | Bc | Diff |  | Résultats (▼ dom., ► ext.) | ESS | JSBM | USMH | JSK |
| ---- | ---------------- | --- | - | - | - | - | -- | -- | ---- |  | -------------------------- | --- | ---- | ---- | --- |
| 1    | ES Sétif         | 4   | 2 | 2 | 0 | 0 | 6  | 0  | +6   |  | ES Sétif                   |     | 2-0  | 4-0  | X   |
| 2    | JS Bordj Menaïel | 1   | 2 | 2 | 0 | 1 | 4  | 4  | 0    |  | JS Bordj Menaïel           | 0-2 |      | 2-2  | X   |
| 3    | USM El Harrach   | 1   | 2 | 1 | 0 | 2 | 2  | 4  | -2   |  | USM El Harrach             | 0-4 | 2-2  |      | X   |
| 4    | JS Kabylie       | 0   | 0 | 0 | 0 | 0 | 0  | 0  | 0    |  | JS Kabylie                 | X   | X    | X    |     |

Qualification Quart de finale.
- 1er et 2e du classement, disputent les quarts de finale.

Forfait.
- Déclare forfait pour la compétition.

La JS Kabylie ayant déclaré forfait général pour cause de stage à l'étranger, n'a pas souhaiter faire participer son équipe réserve. Elle n'a donc disputé aucun match dans cette compétition.

### Coupe de la Ligue 1995-1996
La FAF souhaite l'organisation d'une compétition qui se déroule durant l'interruption du championnat afin d'occuper les équipes de première division.
Seulement seize équipes participent à cette compétition. Elles sont réparties par affinités territoriales en quatre groupes comme suit : deux groupes nommés A et B pour la région Centre composé chacun de quatre équipes, un groupe nommé C pour la région Ouest composé de trois équipes et un groupe pour la région Est nommé D composé de cinq équipes.
Le premier tour de la compétition est une phase de poule où les équipes de l'élite sont rassemblées en quatre groupes selon leurs affinités territoriales. Au terme de cette première phase, les vainqueurs de poules se qualifient en demi-finales.

#### Tirage au sort du Groupe A
Le tirage au sort place la JS Kabylie dans le groupe A de la région centre, en compagnie de trois autres équipes que sont le CR Belouizdad, l'USM Alger et le WA Boufarik.

#### Résultats du groupe A
| Dates                           | Horaires      | Matchs  | Equipes 1     | Scores | Equipes 2     | Buteurs                                    | Lieux des rencontres       | Références |
| ------------------------------- | ------------- | ------- | ------------- | ------ | ------------- | ------------------------------------------ | -------------------------- | ---------- |
| Première journée Groupe B       |               |         |               |        |               |                                            |                            |            |
| 30 novembre 1995                | 14 h 00 UTC+1 | Match 1 | USM Alger     | 0 - 0  | WA Boufarik   | -                                          | Stade Omar Hamadi          | -          |
| 25 décembre 1995 (Match retard) | 14 h 00 UTC+1 | Match 2 | JS Kabylie    | 2 - 1  | CR Belouizdad | Doudène 22e, Hakim Boubrit 88e / Chakir 7e | Stade du 1er-Novembre-1954 | -          |
| Deuxième journée Groupe B       |               |         |               |        |               |                                            |                            |            |
| 4 janvier 1996 (Match retard)   | 14 h 00 UTC+1 | Match 1 | CR Belouizdad | 2 - 0  | USM Alger     | -                                          | Stade du 20-Août-1955      | -          |
| 4 janvier 1996                  | 14 h 00 UTC+1 | Match 2 | JS Kabylie    | 4 - 1  | WA Boufarik   | Doudène , ?, Menad , Amaouche              | Stade du 1er-Novembre-1954 |            |
| Troisième journée Groupe B      |               |         |               |        |               |                                            |                            |            |
| 14 décembre 1995                | 14 h 00 UTC+1 | Match 1 | USM Alger     | 1 - 0  | JS Kabylie    | Dziri ?                                    | Stade Omar Hamadi          | -          |
| 11 janvier 1996                 | 14 h 00 UTC+1 | Match 2 | WA Boufarik   | 0 - 2  | CR Belouizdad | -                                          | Stade Mohamed Reggaz       | -          |
| Quatrième journée Groupe B      |               |         |               |        |               |                                            |                            |            |
| 21 décembre 1995                | 14 h 00 UTC+1 | Match 1 | WA Boufarik   | 1 - 1  | USM Alger     | -                                          | Stade Mohamed Reggaz       | -          |
| 21 décembre 1995                | 14 h 00 UTC+1 | Match 2 | CR Belouizdad | 2 - 1  | JS Kabylie    | Hadj Adlane                                | Stade du 20-Août-1955      |            |
| Cinquième journée Groupe B      |               |         |               |        |               |                                            |                            |            |
| 28 décembre 1995                | 14 h 00 UTC+1 | Match 1 | USM Alger     | 0 - 3  | CR Belouizdad | -                                          | Stade Omar Hamadi          | -          |
| 8 janvier 1996 (Match retard)   | 14 h 00 UTC+1 | Match 2 | WA Boufarik   | 1 - 1  | JS Kabylie    | Chouib                                     | Stade Mohamed Reggaz       |            |
| Sixième journée Groupe B        |               |         |               |        |               |                                            |                            |            |
| janvier 1996                    | 14 h 00 UTC+1 | Match 1 | JS Kabylie    | 0 - 1  | USM Alger     | -                                          | Stade du 1er-Novembre-1954 |            |
| janvier 1996                    | 14 h 00 UTC+1 | Match 2 | CR Belouizdad | -      | WA Boufarik   | -                                          | Stade du 20-Août-1955      | -          |

#### Classement du Groupe A
Dans le groupe A qui est l'un des deux groupes représentatifs de la région Centre du pays, c'est finalement le CRB qui termine premier et se qualifie pour les demi-finales de la compétition. La JSK quant à elle termine troisième.
| Rang | Équipe        | Pts | J | G | N | P | Bp | Bc | Diff |  | Résultats (▼ dom., ► ext.) | CRB | USMA | JSK | WAB |
| ---- | ------------- | --- | - | - | - | - | -- | -- | ---- |  | -------------------------- | --- | ---- | --- | --- |
| 1    | CR Belouizdad | 12  | 5 | 4 | 0 | 1 | 10 | 3  | +7   |  | CR Belouizdad              |     | 2-0  | 2-1 | -   |
| 2    | JS Kabylie    | 6   | 5 | 2 | 0 | 2 | 7  | 5  | +2   |  | JS Kabylie                 | 2-1 | -    |     | 4-1 |
| 3    | USM Alger     | 5   | 5 | 1 | 2 | 2 | 2  | 6  | -4   |  | USM Alger                  | 0-3 |      | 1-0 | 0-0 |
| 4    | WA Boufarik   | 2   | 5 | 0 | 2 | 2 | 2  | 7  | -5   |  | WA Boufarik                | 0-2 | 1-1  | -   |     |

Qualification Demi-finale.
- 1er du classement, qualifié en Demi-finale.

### Coupe des Groupements Professionnels 1999-2000
La compétition se déroule en deux phases distinctes. Il y a tout d'abord une première phase dite phase de poule ou phase de groupe, qui se déroule en neuf journées maximum suivant la composition des groupes. Puis les qualifiés des trois poules s'affrontent dans une phase à élimination directe après un tirage au sort et qui débute au stade des huitièmes de finale.
Ces trois groupes sont tout simplement appelés Groupe Ouest, Groupe Centre et Groupe Est et font références aux trois grandes régions footballistiques du pays. La composition du Groupe Centre est plus élevé que les deux autres car tout simplement, il possède un plus grand nombre de clubs évoluant en première et deuxième division du football algérien.
En effet, cette compétition étant une coupe uniquement jouée par des équipes dite professionnelles ou semi-professionnelles, seules sont autorisés à participer les clubs évoluant en Première Division et en Deuxième Division.
La JS Kabylie étant un club de Première Division appartenant à la Région Centre, se retrouve donc dans le Groupe dans le Groupe Centre.

#### Premier tour, une phase de poule
Le premier tour est donc une phase de poule qui se déroule pour cette édition, en neuf journées. Elle débute en septembre 1999 et se termine en janvier 2000. Il existe pour cette première phase seulement trois groupes de qualification. Ces groupes sont issus des trois grandes régions footballistiques du pays, à savoir la Région Ouest, la Région Centre, et la Région Est.
Le Groupe Ouest était composé de sept équipes, le Groupe Centre composé de dix équipes et le Groupe Est de neuf équipes.
La composition du Groupe Centre était plus nombreuse que celle des deux autres groupes, car la région centre possédait un plus grand nombre de clubs évoluant en première et deuxième division du football algérien, étant donné que seuls les clubs de ces deux divisions peuvent participer à cette compétition.

#### Groupe Centre
Le Groupe Centre, faisant référence à la région Centre du pays, concentre donc toutes les équipes évoluant en première et deuxième division du football algérien et appartenant à cette région, qui était l'ex Ligue d'Alger de football durant la période coloniale. La ligue d'Alger existe encore mais sous un autre format et fait partie de la "Région Centre".

##### Composition du Groupe Centre
Le Groupe Ouest est composé pour cette édition de dix équipes dont, six évoluant en Première Division:
Le MCA: Le Mouloudia Club d'Alger.
La JSK: La Jeunesse sportive de Kabylie.
La JSMB: La Jeunesse sportive medinat Bejaia.
L'USMA: L'Union sportive de la médina d'Alger.
L'USMB: L'Union sportive medinat Blida.
Et le CRB: Le Chabab riadhi Belouizdad.
Ainsi que quatre équipes évoluant en Deuxième Division durant cette édition:
La JSBM: La Jeunesse sportive Bordj Menaiel.
Le RCK: Le Raed Chabab Kouba.
L'USMH: L'Union Sportive de la Médina d'El Harrach.
Et le NAHD: Le Nasr Athlétique de Hussein Dey.
Toutes les équipes s'affrontent entre elles en une poule unique, avec le système de points standard de 3 points pour une victoire, 1 point pour un match nul et 0 point pour une victoire. Comme le groupe est composé que de dix équipes, celui-ci ne connaitra donc neuf journées de matchs.
À l'issue de cette première phase, au classement seuls les six premiers seront qualifiés pour la deuxième phase à élimination direct qui débutera le 10 février 2000

##### Match de la JSK dans le Groupe Centre
La JS Kabylie début la phase de poule du Groupe Centre, la première journée le 23 décembre 1999 par un match nul un but partout concédé sur son propre terrain face à son rival historique le MC Alger.
| Coupe de la Ligue d'Algérie de football 1re journée du Groupe Centre | Jeunesse sportive de Kabylie | 1 – 1   | Mouloudia Club d'Alger | Stade du 1er novembre 1954 (Tizi Ouzou) |             |
| 23 décembre 1999                                                     | Gasmi                        | (? – ?) |                        | Arbitrage :                             | Arbitrage : |
| 23 décembre 1999                                                     | Rapport du match             |         |                        | Arbitrage :                             | Arbitrage : |

Elle poursuit la compétition, lors de la deuxième journée qui eut lieu le 30 décembre 1999 par un autre match nul sur le même score face l'USM Blida, mais cette fois-ci obtenu à l'extérieur.
| Coupe de la Ligue d'Algérie de football 2e journée du Groupe Centre | Union sportive medinat Blida | 1 – 1   | Jeunesse sportive de Kabylie | Stade Mustapha Tchaker (Blida) |             |
| 30 décembre 1999                                                    |                              | (? - ?) | Meftah                       | Arbitrage :                    | Arbitrage : |

Lors de la troisième journée qui eut lieu le 3 janvier 2000 et comptant pour les phases de poule du Groupe Centre, la JS Kabylie obtient sa première victoire de la compétition. Elle bat sur son terrain d'un but à zéro, la formation du NA Hussein Dey.
| Coupe de la Ligue d'Algérie de football 3e journée du Groupe Centre | Jeunesse sportive de Kabylie | 1 – 0   | Nasr Athletique de Hussein Dey | Stade du 1er novembre 1954 (Tizi Ouzou) |             |
| 3 janvier 2000                                                      | Gasmi                        | (? - ?) |                                | Arbitrage :                             | Arbitrage : |

Pour cette quatrième journée qui eut lieu le 13 janvier 2000 et comptant pour la phase de poule du Groupe Centre, la JS Kabylie concède sa première défaite dans la compétition. C'est sur le terrain de l'USM El Harrach qu'elle s'inclinera d'un but à zéro.
| Coupe de la Ligue d'Algérie de football 4e journée du Groupe Centre | Union Sportive de la Médina d'el Harrach | 1 – 0   | Jeunesse sportive de Kabylie | Stade du 1er novembre 1954 (Alger) |             |
| 13 janvier 2000                                                     |                                          | (? - ?) |                              | Arbitrage :                        | Arbitrage : |

Durant cette cinquième journée comptant pour la phase de poule du Groupe Centre qui eut lieu le 20 janvier 2000, la JS Kabylie concède son troisième match nul dans la compétition, cette fois-ci face au CR Belouizdad mais sur le score identique d'un but partout. C'est également la deuxième fois pour cette édition qu'elle est tenue en échec à domicile.
| Coupe de la Ligue d'Algérie de football 5e journée du Groupe Centre | Jeunesse sportive de Kabylie | 1 – 1   | Chabab riadhi Belouizdad | Stade du 1er novembre 1954 (Tizi Ouzou) |             |
| 20 janvier 2000                                                     | Gasmi                        | (? - ?) |                          | Arbitrage :                             | Arbitrage : |

La sixième journée de la compétition qui eut lieu le 24 janvier 2000 et comptant pour la phase de poule du Groupe Centre, fut marquée par le « derby de la Kabylie ». En effet, la JS Kabylie est allé défier le leader de ce Groupe Centre, la JSM Bejaia sur son terrain du Stade de l'Unité Maghrébine. Elle réussit à la tenir en échec et obtint finalement son quatrième match nul de la compétition, mais cette fois-ci sur un score nul et vierge de zéro à zéro.
| Coupe de la Ligue d'Algérie de football 6e journée du Groupe Centre | Jeunesse sportive medinat Bejaia | 0 – 0   | Jeunesse sportive de Kabylie | Stade de l'Unité Maghrébine (Bejaia) |             |
| 24 janvier 2000                                                     |                                  | (0 - 0) |                              | Arbitrage :                          | Arbitrage : |

La septième journée de la compétition qui eut lieu le 27 janvier 2000 et comptant pour la phase de poule du Groupe Centre, fut le théâtre de la deuxième défaite de cette édition de la JS Kabylie. En effet elle la concède à domicile dans son antre du Stade du 1er novembre 1954, face au RC Kouba sur le score de deux buts à un.
| Coupe de la Ligue d'Algérie de football 7e journée du Groupe Centre | Jeunesse sportive de Kabylie | 1 – 2   | Raed Chabab Kouba | Stade du 1er novembre 1954 (Tizi Ouzou) |             |
| 27 janvier 2000                                                     | Hamlaoui                     | (? - ?) |                   | Arbitrage :                             | Arbitrage : |

Au cours de la huitième journée de la compétition qui eut lieu le 31 janvier 2000 et comptant pour la phase de poule du Groupe Centre, la JS Kabylie effectue un déplacement à Bordj Menaiel afin d'y affronter la JS Bordj Menaiel. Elle obtiendra son cinquième match nul de la compétition et le troisième sur le score d'un but partout.
| Coupe de la Ligue d'Algérie de football 8e journée du Groupe Centre | Jeunesse sportive Bordj Menaiel | 1 – 1   | Jeunesse sportive de Kabylie | Stade Salah Takdjerad (Bordj Menaiel) |             |
| 31 janvier 2000                                                     |                                 | (? - ?) | Boubrit                      | Arbitrage :                           | Arbitrage : |

La JS Kabylie termine finalement la phase de poule du Groupe Centre, par un neuvième et dernier match le 3 février 2000 face à l'USM Alger. Ce sera sa troisième défaite dans la compétition qu'elle concèdera ici sur le score d'un but à zéro et à domicile.
| Coupe de la Ligue d'Algérie de football 9e et dernière journée du Groupe Centre | Jeunesse sportive de Kabylie | 0 – 1   | Union sportive de la médina d'Alger | Stade du 1er novembre 1954 (Tizi Ouzou) |             |
| 3 février 2000                                                                  |                              | (? - ?) |                                     | Arbitrage :                             | Arbitrage : |

Finalement après neuf journées de compétition qui eurent lieu entre le 23 décembre 1999 et le 3 février 2000, la JS Kabylie termine à la huitième place du classement avec une seule victoire, cinq nuls et trois défaites. Ceci la placera au huitième rang du classement ce qui sera insuffisant pour prétendre à la suite de la compétition, où seuls les six premiers de ce Groupe Centre pourront participer aux huitièmes de finale de la Coupe de la Ligue de cette édition 1999-2000.

##### Classement de la JSK dans le Groupe Centre
À l'issue de cette première phase concernant la Région Centre, et après neuf journées de compétition qui permirent à chacun des clubs de jouer neuf matchs (sauf pour le CR Belouizdad et l'USM Alger, qui n'en ont joué que huit), le classement pour le Groupe Centre est le suivant
| Pl. | Club             | Points | Joués  | V | E | D | bp | bc | +/- |
| --- | ---------------- | ------ | ------ | - | - | - | -- | -- | --- |
| 1er | JSM Bejaia       | 18     | 9      | 5 | 3 | 1 | 9  | 4  | +5  |
| 2e  | CR Belouizdad    | 17     | 8 (-1) | 5 | 2 | 1 | 18 | 6  | +12 |
| 3e  | USM El Harrach   | 15     | 9      | 4 | 3 | 2 | 8  | 7  | +1  |
| 4e  | RC Kouba         | 14     | 9      | 4 | 2 | 3 | 11 | 11 | 0   |
| 5e  | MC Alger         | 13     | 9      | 3 | 4 | 2 | 11 | 10 | +1  |
| 6e  | USM Alger        | 12     | 8 (-1) | 3 | 3 | 2 | 11 | 9  | +2  |
| 7e  | USM Blida        | 10     | 9      | 2 | 4 | 3 | 10 | 14 | -4  |
| 8e  | JS Kabylie       | 8      | 9      | 1 | 5 | 3 | 6  | 8  | -2  |
| 9e  | NA Hussein Dey   | 6      | 9      | 2 | 0 | 7 | 8  | 14 | -6  |
| 10e | JS Bordj Menaiel | 5      | 9      | 1 | 2 | 6 | 7  | 16 | -9  |

|  | qualifiés pour les « huitièmes de finale » de la Coupe de la Ligue d'Algérie » |

La JS Kabylie qui termine donc huitième de cette phase éliminatoire, n’accède donc pas aux huitièmes de finale de la Coupe de la Ligue d'Algérie de football de la saison 1999-2000.

## Coupe de la Ligue 2020-2021
En 2021, à cause de la pandémie de Covid-19 et de l'absence d'activité des clubs amateurs, la FAF décide d'annuler la Coupe d'Algérie 2020-2021 en la remplaçant par la Coupe de la Ligue où seuls les clubs de division 1 participeront (le vainqueur de cette édition jouera la Coupe de la confédération 2021-2022).
Le club est exempté du tour préliminaire car il dispute la Coupe de la confédération.
Huitième de finale
| 8 mai 2021 | JS Kabylie                | 2 - 0 | NA Hussein Dey |                                                                                      |                                                                                      |
| 22ː30      | Kerroum 67e · Boualia 84e |       |                | Stade du 1er-Novembre-1954, Tizi Ouzou Spectateurs : / Arbitrage : Mehdi Abid Charef | Stade du 1er-Novembre-1954, Tizi Ouzou Spectateurs : / Arbitrage : Mehdi Abid Charef |

Quart de finale
| 4 juin 2021 | US Biskra | 0 - 2 | JS Kabylie                      |                                                                         |                                                                         |
| 17ː45       |           |       | 21e Tubal · 68e (pen.) Hamroune | Stade du 18-Février, Biskra Spectateurs : / Arbitrage : Nabil Boukhalfa | Stade du 18-Février, Biskra Spectateurs : / Arbitrage : Nabil Boukhalfa |

Demi-finale
| 9 juin 2021 | JS Kabylie | 1-0 | WA Tlemcen |                                                                              |                                                                              |
| 17ː30       | Tubal 60e  |     |            | Stade du 1er-Novembre, Tizi Ouzou Spectateurs : / Arbitrage : Abdelali Ibrir | Stade du 1er-Novembre, Tizi Ouzou Spectateurs : / Arbitrage : Abdelali Ibrir |

Finale
| 10 août 2021 | NC Magra                 | 2 - 2 a.p. 1 - 4 t. a. b. | JS Kabylie                         |                                                                             |                                                                             |
| 20ː00        | Demane 10e · Korichi 93e |                           | Boualia 37e · Haroun 120e          | Stade du 5-Juillet-1962, Alger Spectateurs : / Arbitrage : Mustapha Ghorbal | Stade du 5-Juillet-1962, Alger Spectateurs : / Arbitrage : Mustapha Ghorbal |
| 20ː00        | Belhamri                 | Tirs au but 1 - 4         | Souyad, Ghanem, Benchaira, Boualia | Stade du 5-Juillet-1962, Alger Spectateurs : / Arbitrage : Mustapha Ghorbal | Stade du 5-Juillet-1962, Alger Spectateurs : / Arbitrage : Mustapha Ghorbal |

Le club en remportant cet édition met fin à 10 ans de disette et permet au club de rajouter une nouvelle ligne à sont palmarès.

## Voir également
- Jeunesse sportive de Kabylie
- Coupe de la Ligue d'Algérie de football
- Coupe de la Ligue d'Algérie de football 1999-2000